# 全控機構
全控機構（Total institution），是一個類型名詞。在這裡，大量情況相似的人長期處在同一場域，共同過與外界社區隔絕的、正式管理的生活。:44:855在全控機構中，隱私是受到限制的，因為生活的各個方面，比如睡眠、娛樂、工作均在同一場域中進行。這項概念主要由社會科學家厄文·高夫曼提出。

## 詞源
通常認為，該詞彙首次出現並定義於加拿大社會學家厄文·高夫曼的論文《論全控機構的特徵》（On the Characteristics of Total Institutions）之中，該論文發表於1957年4月在沃爾特里德陸軍研究所舉行的預防與社會精神病學研討會。:1唐納德·克雷塞的選輯《監獄》（The Prison）中擴充了該詞彙的定義，該擴充定義的版本再次出現於高夫曼1961年的選輯《精神病院》（Asylums）中。:1然需注意的是，費恩和曼寧指出，高夫曼是在埃弗雷特·休斯的演講中聽到這個詞彙的（可能是1920-1940年代後期的「工作與職業」研討會上）。但是，無論該詞是否為高夫曼所創造，其對此詞的貢獻是廣為人知的。

## 分類
全控機構由高夫曼分為5種不同類型：
1. 為照顧社會中有需要的人設立的機構，如孤兒院、救濟站、護理之家、療養院等。
2. 為被認為無法照顧自己且對社會有危害（儘管這種危害往往不是有意的）的人設立的機構，如結核病療養院、漢生病院、精神病院等。
3. 為保護社區免受特定威脅建立的機構，在此類機構中被隔離者的福祉不是建立機構時的首要考量，如集中營，戰俘營、監獄等。
4. 為更好地完成某些機械化任務而建立，並僅以這些任務的完成效果來證明其合理性的機構，如寄宿學校、船舶、軍營、工作營等。
5. 為隱居或宗教目的建立的機構,如修道院、僧院、寺廟等。

大衛·羅斯曼宣稱歷史學家已經確認了高夫曼有關全控機構說法的正確性。

### 養老院
根據S.Lammers和A.Verhey的研究，大約80％的美國人最終不會死在他們的家中，而是在養老院這類全控機構中。:853
|  | 近十年來，隨著養老院行業的迅速發展，美國的某些地區已然成為了巨大的地域性養老院。我們把老人扔到那裡去躲著他们，而他們也在那裡躲著我們。:853於是，從離這些老人去世還有很長一段時間開始，他們便被埋葬在全控機構的縫隙裡悄無聲息地死去，而我們看不見、也想不到他們。:853 事實上，在美國，死在一個全控機構裡已經成了一種常見的情況。:495 |

### 旅遊
社會學家指出，遊樂園、遊輪等場所具備全控機構的許多特徵。在這些環境裡，遊客們可能並未意識到他們受到了控制或約束，但其中環境的設計已經巧妙地操控了顧客們的行為。這些例子與傳統例子的不同之處在於，其對被隔離者的影響是短期的。:106

### 大學
辛辛那提大學刑事司法教授 John Paul Wright 將許多當代的美國大學歸類為全控機構：
|  | 學校這類價值數十億美元的全控機構對其中學生的萬聖節打扮、私人消息、社交媒體帖子乃至校外志願工作進行監控；教職工所寫、所說甚至所唱的也時常會受到正式的和秘密的調查。在許多校園裡，生活的方方面面都面臨著前所未有的監控和潛在的制裁。 |